# ½ szekla wzór 1985
½ szekla wzór 1985 – moneta o nominale połowy szekla (serii nowego szekla) wprowadzona do obiegu 4 września 1985 roku, będąca monetą obiegową Państwa Izrael.

## Awers i rewers
Awers przedstawia lirę oraz herb Izraela. Rewers zawiera nominał monety, napis „nowy szekel” po hebrajsku i angielsku, rok zapisany po hebrajsku i nazwę państwa po hebrajsku, arabsku i angielsku. Wzór monety odwołuje się do starożytnej pieczęci jaspisowej z inskrypcją „Maadana, córka króla”.
Od 2009 roku wybija się półszeklówki ze zmianą wprowadzoną na rewersie monety. Nowy wzór wyróżnia się tym, iż pod literą alif w arabskiej nazwie Izraela dodano znak hamzy.

## Nakład
Moneta wybijana była w mennicach w Stuttgarcie, Canberze, Jerozolimie, Santiago, Atenach, Kongsbergu, Daejeon, Utrechcie, Vantaa, Paryżu i Atenach. Monety są wybite na krążkach z brązalu o średnicy 26 mm i masie 6,5 g.
Mennice: Mennica Państwowa – Ateny (a); Królewska Mennica Australijska – Canberra; KOMSCO – Daejeon; Mennica Norweska – Kongsberg; Drukarnia Rządowa – Jerozolima; Francuska Mennica Państwowa – Paryż; Mennica Chilijska – Satniago; Mennica Państwowa Badenii-Wirtembergii – Stuttgart; Królewska Mennica Holenderska – Utrecht; Mennica Fińska – Vantaa.
| Rok emisji | Rok emisji     | Stop   | Średnica (mm) | Masa (g) | Stempel | Mennica                                | Nakład     | Nr Krause |
| ---------- | -------------- | ------ | ------------- | -------- | ------- | -------------------------------------- | ---------- | --------- |
| 1985       | 5745 - התשמ''ה | brązal | 22            | 4        | zwykły  | Drukarnia Rządowa                      | 1 296 000  | KM# 159   |
| 1985       | 5745 - התשמ''ה | brązal | 22            | 4        | zwykły  | Francuska Mennica Państwowa            | 15 000 000 | KM# 159   |
| 1985       | 5745 - התשמ''ה | brązal | 22            | 4        | zwykły  | Mennica Państwowa Badenii-Wirtembergii | 4 032 000  | KM# 159   |
| 1986       | 5746 - התשמ''ו | brązal | 22            | 4        | zwykły  | Drukarnia Rządowa                      | 4 392 000  | KM# 159   |
| 1987       | 5747 - התשמ''ז | brązal | 22            | 4        | zwykły  | Drukarnia Rządowa                      | 144 000    | KM# 159   |
| 1988       | 5748 - התשמ''ח | brązal | 22            | 4        | zwykły  | Drukarnia Rządowa                      | 20 000     | KM# 159   |
| 1989       | 5749 - התשמ''ט | brązal | 22            | 4        | zwykły  | Drukarnia Rządowa                      | 756 000    | KM# 159   |
| 1990       | 5750 - התש''ן  | brązal | 22            | 4        | zwykły  | Drukarnia Rządowa                      | 648 000    | KM# 159   |
| 1991       | 5751 - התשנ''א | brązal | 22            | 4        | zwykły  | Drukarnia Rządowa                      | 288 000    | KM# 159   |
| 1992       | 5752 - התשנ''ב | brązal | 22            | 4        | zwykły  | Drukarnia Rządowa                      | 828 000    | KM# 159   |
| 1992       | 5752 - התשנ''ב | brązal | 22            | 4        | zwykły  | Mennica Chilijska                      | 10 752 000 | KM# 159   |
| 1992       | 5752 - התשנ''ב | brązal | 22            | 4        | zwykły  | Mennica Państwowa Badenii-Wirtembergii | 2 688 000  | KM# 159   |
| 1993       | 5753 - התשנ''ג | brązal | 22            | 4        | zwykły  | Mennica Państwowa Badenii-Wirtembergii | 2 688 000  | KM# 159   |
| 1993       | 5753 - התשנ''ג | brązal | 22            | 4        | zwykły  | Królewska Mennica Australijska         | 2 496 000  | KM# 159   |
| 1995       | 5755 - התשנ''ה | brązal | 22            | 4        | zwykły  | Mennica Państwowa (a)                  | 5 376 000  | KM# 159   |
| 1995       | 5755 - התשנ''ה | brązal | 22            | 4        | zwykły  | Mennica Chilijska                      | 5 376 000  | KM# 159   |
| 1997       | 5757 - התשנ''ז | brązal | 22            | 4        | zwykły  | Mennica Chilijska                      | 5 376 000  | KM# 159   |
| 1998       | 5758 - התשנ''ח | brązal | 22            | 4        | zwykły  | Królewska Mennica Holenderska          | 5 376 000  | KM# 159   |
| 1999       | 5759 - התשנ''ט | brązal | 22            | 4        | zwykły  | Mennica Chilijska                      | 8 064 000  | KM# 159   |
| 2002       | 5762 - התשס''ב | brązal | 22            | 4        | zwykły  | Mennica Chilijska                      | 2 880 000  | KM# 159   |
| 2002       | 5762 - התשס''ב | brązal | 22            | 4        | zwykły  | Mennica Fińska                         | 5 760 000  | KM# 159   |
| 2003       | 5763 - התשס''ג | brązal | 22            | 4        | zwykły  | b.d.                                   | 4 039 000  | KM# 159   |
| 2004       | 5764 - התשס''ד | brązal | 22            | 4        | zwykły  | Mennica Chilijska                      | 2 640 000  | KM# 159   |
| 2005       | 5765 - התשס''ה | brązal | 22            | 4        | zwykły  | b.d.                                   | 6 377 000  | KM# 159   |
| 2006       | 5766 - התשס''ו | brązal | 22            | 4        | zwykły  | b.d.                                   | 7 121 000  | KM# 159   |
| 2007       | 5767 - התשס''ז | brązal | 22            | 4        | zwykły  | b.d.                                   | 6 165 000  | KM# 159   |
| 2008       | 5768 - התשס''ח | brązal | 22            | 4        | zwykły  | KOMSCO                                 | 5 208 000  | KM# 159   |
| 2009       | 5769 - התשס''ט | brązal | 22            | 4        | zwykły  | KOMSCO                                 | 4 464 000  | KM# 159A  |
| 2010       | 5770 - התשס''ס | brązal | 22            | 4        | zwykły  | KOMSCO                                 | 8 184 000  | KM# 159A  |
| 2011       | 5771 - תשע״א   | brązal | 22            | 4        | zwykły  | KOMSCO                                 | 12 966 000 | KM# 159A  |

## Emisje okolicznościowe

### Rocznice niepodległości (piedforty)
Monety okolicznościowe z serii rocznic niepodległościowych wybijane były stemplem lustrzanym jako piedforty (monety wybite na grubym krążku). Wszystkie miały znak mennicy na awersie. Prócz innej grubości monety te nie różniły się niczym od monet obiegowych tego okresu.
Mennica: Mennica Norweska – Kongsberg; Francuska Mennica Państwowa – Paryż; Mennica Państwowa Badenii-Wirtembergii – Stuttgart; Królewska Mennica Holenderska – Utrecht.
| Nominał  | Rok emisji | Stop   | Średnica (mm) | Masa (g) | Grubość (mm) | Znak mennicy | Stempel   | Mennica | Nr Krause | Wizerunek      |
| -------- | ---------- | ------ | ------------- | -------- | ------------ | ------------ | --------- | --- | --------- | -------------- |
| ½ szekla | 1986–2000  | brązal | 26            | 14,5     | 3,8          | ✡            | lustrzany | Francuska Mennica Państwowa Mennica Państwowa Badenii-Wirtembergii Królewska Mennica Holenderska Mennica Norweska | KM# P34   | Awers i rewers |

### 40. lat Państwa Izrael
Monety upamiętniające 40. lat Państwa Izrael zostały wyemitowane w 1998 roku jako monety zwykłe i jako piedforty. Ich wyróżnikiem jest hebrajski napis „מ' שנים לישראל” na rewersach, który oznacza 40 lat Izraela. Napis ten znajduje się pod nominałem monety. Monety te nie mają znaku mennicy. Monety zwykłe były wybijane stemplem zwykłym w brązalu, a piedforty stemplem lustrzanym w niklu.
Mennica: Drukarnia Rządowa – Jerozolima; Mennica Państwowa Badenii-Wirtembergii – Stuttgart.
| Nominał | Rok emisji | Stop   | Średnica (mm) | Masa (g) | Piedfort | Grubość (mm) | Stempel   | Mennica                                | Nakład  | Nr Krause | Wizerunek      |
| ------- | ---------- | ------ | ------------- | -------- | -------- | ------------ | --------- | -------------------------------------- | ------- | --------- | -------------- |
| ½ ILS   | 1988       | brązal | 26            | 6,5      | nie      | -            | zwykły    | Drukarnia Rządowa                      | 500 000 | KM# 196   | Awers i rewers |
| ½ ILS   | 1988       | nikiel | 26            | 16       | tak      | 3,8          | lustrzany | Mennica Państwowa Badenii-Wirtembergii | 12 027  | KM# P34A  | Awers i rewers |

### Chanuka
Monety z serii chanukowej były wybijane stemplem zwykłym. Awersy nie różniły się wyglądem od awersów monet obiegowych tego okresu. Na legendzie rewersu, pod nominałem i nazwą waluty znalazła się mała chanukija, po jej lewej stronie napis w języku angielskim „HANUKKA”, a po prawej nazwa święta po hebrajsku „חנוכה”. W przypadku monet o nominale ½ szekla napis ten znajdował się pod nominałem.
Mennica: Drukarnia Rządowa – Jerozolima; Francuska Mennica Państwowa – Paryż; Królewska Mennica Holenderska – Utrecht.
| Nominał | Rok emisji | Stop   | Średnica (mm) | Masa (g) | Stempel | Znak mennicy | Mennica                                       | Nr Krause | Wizerunek      |
| ------- | ---------- | ------ | ------------- | -------- | ------- | ------------ | --------------------------------------------- | --------- | -------------- |
| ½ ILS   | 1986–1992  | brązal | 26            | 6,5      | zwykły  | brak         | Francuska Mennica Państwowa Drukarnia Rządowa | KM# 174   | Awers i rewers |
| ½ ILS   | 1993–2010  | brązal | 26            | 6,5      | zwykły  | ✡            | Królewska Mennica Holenderska                 | KM# 174A  | Awers i rewers |

### Seria ½ szekla
W ramach tej serii wyemitowano 24 typy monet. W latach 1993–1994 i 2001–2009 wybijano jeden typ monety, z kolei w latach 1995–2000 wybijano monetę z okazji Chanuki i z okazji rocznicy niepodległości. Monety niepodległościowe wybijano jako piedforty. Jedna moneta (z 2002 roku) ma omyłkowo wybity znak mennicy, pozostałe go nie mają. Jedyną monetą półszeklową, która nie miała swojego odpowiednika w kolekcjonerskich monetach serii chanukowej lub serii Dnia Niepodległości była moneta z chanukija z Curaçao. Wszystkie monety tej serii są okrągłe, jednak ich otoki są w kształcie dwunastokąta foremnego.
Mennica: Mennica Norweska – Kongsberg; Królewska Mennica Holenderska – Utrecht.
| Moneta ½ szekla                                                | Rok emisji | Stop   | Średnica (mm) | Masa (g) | Piedfort | Grubość (mm) | Znak mennicy | Stempel   | Mennica                       | Okazja                  | Nakład | Nr Krause | Wizerunek      |
| -------------------------------------------------------------- | ---------- | ------ | ------------- | -------- | -------- | ------------ | ------------ | --------- | ----------------------------- | ----------------------- | ------ | --------- | -------------- |
| Chanukija z Theresienstadt                                     | 1993       | brązal | 26            | 6,5      | nie      | -            | brak         | zwykły    | Królewska Mennica Holenderska | Chanuka                 | 11 956 | KM# 303   | Awers i rewers |
|                                                                |            |        |               |          |          |              |              |           |                               |                         |        |           |                |
| Jakość środowiska                                              | 1994       | brązal | 26            | 14,5     | tak      | 3,8          | brak         | lustrzany | Królewska Mennica Holenderska | 46. lat niepodległości  | 8000   | KM# P78   | Awers i rewers |
|                                                                |            |        |               |          |          |              |              |           |                               |                         |        |           |                |
| Chanukija z USA                                                | 1994       | brązal | 26            | 6,5      | nie      | -            | brak         | zwykły    | Królewska Mennica Holenderska | Chanuka                 | 12 000 | KM# 304   | Awers i rewers |
|                                                                |            |        |               |          |          |              |              |           |                               |                         |        |           |                |
| Medycyna w Izraelu                                             | 1995       | brązal | 26            | 14,5     | tak      | 3,8          | brak         | lustrzany | Królewska Mennica Holenderska | 47. lat niepodległości  | 10 000 | KM# P85   | Awers i rewers |
|                                                                |            |        |               |          |          |              |              |           |                               |                         |        |           |                |
| Chanukija z Francji                                            | 1995       | brązal | 26            | 6,5      | nie      | -            | brak         | zwykły    | Królewska Mennica Holenderska | Chanuka                 | 7500   | KM# 305   | Awers i rewers |
|                                                                |            |        |               |          |          |              |              |           |                               |                         |        |           |                |
| 3000 lat Jerozolimy                                            | 1996       | brązal | 26            | 14,5     | tak      | 3,8          | brak         | lustrzany | Mennica Norweska              | 48. lat niepodległości  | 8000   | KM# P93   | Awers i rewers |
|                                                                |            |        |               |          |          |              |              |           |                               |                         |        |           |                |
| Chanukija z Rosji                                              | 1996       | brązal | 26            | 6,5      | nie      | -            | brak         | zwykły    | Królewska Mennica Holenderska | Chanuka                 | 7500   | KM# 318   | Awers i rewers |
|                                                                |            |        |               |          |          |              |              |           |                               |                         |        |           |                |
| 100. rocznica I Kongresu Syjonistycznego                       | 1997       | brązal | 26            | 14,5     | tak      | 3,8          | brak         | lustrzany | Mennica Norweska              | 49. lat niepodległości  | 6000   | KM# P101  | Awers i rewers |
|                                                                |            |        |               |          |          |              |              |           |                               |                         |        |           |                |
| Chanukija z Anglii                                             | 1997       | brązal | 26            | 6,5      | nie      | -            | brak         | zwykły    | Królewska Mennica Holenderska | Chanuka                 | 10 000 | KM# 314   | Awers i rewers |
|                                                                |            |        |               |          |          |              |              |           |                               |                         |        |           |                |
| 50 lat Państwa Izrael                                          | 1998       | brązal | 26            | 14,5     | tak      | 3,8          | brak         | lustrzany | Mennica Norweska              | 50. lat niepodległości  | 10 000 | KM# P109  | Awers i rewers |
|                                                                |            |        |               |          |          |              |              |           |                               |                         |        |           |                |
| Menora spod Knesetu                                            | 1998       | brązal | 26            | 6,5      | nie      | -            | brak         | zwykły    | Królewska Mennica Holenderska | Chanuka                 | 8000   | KM# 331   | Awers i rewers |
|                                                                |            |        |               |          |          |              |              |           |                               |                         |        |           |                |
| Przemysł oparty na wiedzy                                      | 1999       | brązal | 26            | 14,5     | tak      | 3,8          | brak         | lustrzany | Mennica Norweska              | 51. lat niepodległości  | 6000   | KM# P117  | Awers i rewers |
|                                                                |            |        |               |          |          |              |              |           |                               |                         |        |           |                |
| Chanukija z Jerozolimy                                         | 1999       | brązal | 26            | 6,5      | nie      | -            | brak         | zwykły    | Królewska Mennica Holenderska | Chanuka                 | 7000   | KM# 332   | Awers i rewers |
|                                                                |            |        |               |          |          |              |              |           |                               |                         |        |           |                |
| „(...) ale będziesz miłował bliźniego jak siebie samego (...)” | 2000       | brązal | 26            | 14,5     | tak      | 3,8          | brak         | lustrzany | Mennica Norweska              | 52. lata niepodległości | 4000   | KM# P125  | Awers i rewers |
|                                                                |            |        |               |          |          |              |              |           |                               |                         |        |           |                |
| Chanukija z Curaçao                                            | 2000       | brązal | 26            | 6,5      | nie      | -            | brak         | zwykły    | Królewska Mennica Holenderska | Chanuka                 | 4000   | KM# 354   | Awers i rewers |
|                                                                |            |        |               |          |          |              |              |           |                               |                         |        |           |                |
| Chanukija z Jemenu                                             | 2001       | brązal | 26            | 6,5      | nie      | -            | brak         | zwykły    | Królewska Mennica Holenderska | Chanuka                 | 4000   | KM# 355   | Awers i rewers |
|                                                                |            |        |               |          |          |              |              |           |                               |                         |        |           |                |
| Chanukija z Polski                                             | 2002       | brązal | 26            | 6,5      | nie      | -            | מ            | zwykły    | Królewska Mennica Holenderska | Chanuka                 | 3000   | KM# 389   | Awers i rewers |
|                                                                |            |        |               |          |          |              |              |           |                               |                         |        |           |                |
| Chanukija z Babilonii                                          | 2003       | brązal | 26            | 6,5      | nie      | -            | brak         | zwykły    | Królewska Mennica Holenderska | Chanuka                 | 3000   | KM# 390   | Awers i rewers |
|                                                                |            |        |               |          |          |              |              |           |                               |                         |        |           |                |
| Chanukija z Damaszku                                           | 2004       | brązal | 26            | 6,5      | nie      | -            | brak         | zwykły    | Królewska Mennica Holenderska | Chanuka                 | 2500   | KM# 391   | Awers i rewers |
|                                                                |            |        |               |          |          |              |              |           |                               |                         |        |           |                |
| Chanukija z Holandii                                           | 2005       | brązal | 26            | 6,5      | nie      | -            | brak         | zwykły    | Królewska Mennica Holenderska | Chanuka                 | 3000   | KM# 415   | Awers i rewers |
|                                                                |            |        |               |          |          |              |              |           |                               |                         |        |           |                |
| Chanukija z Corfu                                              | 2006       | brązal | 26            | 6,5      | nie      | -            | brak         | zwykły    | Królewska Mennica Holenderska | Chanuka                 | 3000   | KM# 422   | Awers i rewers |
|                                                                |            |        |               |          |          |              |              |           |                               |                         |        |           |                |
| Chanukija z Egiptu                                             | 2007       | brązal | 26            | 6,5      | nie      | -            | brak         | zwykły    | Królewska Mennica Holenderska | Chanuka                 | 3000   | KM# 434   | Awers i rewers |
|                                                                |            |        |               |          |          |              |              |           |                               |                         |        |           |                |
| Chanukija z Pragi                                              | 2008       | brązal | 26            | 6,5      | nie      | -            | brak         | zwykły    | Królewska Mennica Holenderska | Chanuka                 | 1800   | KM# 436   | Awers i rewers |
|                                                                |            |        |               |          |          |              |              |           |                               |                         |        |           |                |
| Chanukija z Algierii                                           | 2009       | brązal | 26            | 6,5      | nie      | -            | brak         | zwykły    | Królewska Mennica Holenderska | Chanuka                 | 1800   | KM# 466   | Awers i rewers |

### Osobistości
Na awersie monety, poza herbem Izraela, znajdują się 44 nazwy pierwszych osiedli żydowskich w Palestynie, które tworzą kontury profilu i imienia i nazwiska Edmonda Jamesa de Rothschilda. Wygląd rewersu monety odpowiada rewersowi zwykłej półszeklówki.
Mennica: Królewska Mennica Holenderska – Utrecht.
| Nominał | Postać                     | Rok emisji | Stop   | Średnica (mm) | Masa (g) | Stempel | Mennica                       | Nakład    | Nr Krause | Wizerunek |
| ------- | -------------------------- | ---------- | ------ | ------------- | -------- | ------- | ----------------------------- | --------- | --------- | --------- |
| ½ ILS   | Edmond James de Rothschild | 1986       | brązal | 26            | 6,5      | zwykły  | Królewska Mennica Holenderska | 2 000 000 | KM# 167   |           |